# Ait Ouribel
Ait Mimoune  (in arabo أيت ميمون‎?) è un centro abitato e comune rurale del Marocco situato nella provincia di Khémisset, regione di Rabat-Salé-Kénitra. Conta una popolazione di 8 486 abitanti (censimento 2014).